# Microlicia sulfurea
Microlicia sulfurea är en tvåhjärtbladig växtart som beskrevs av Frederico Carlos Hoehne. Microlicia sulfurea ingår i släktet Microlicia och familjen Melastomataceae. Inga underarter finns listade i Catalogue of Life.